# LGV Milan - Gênes

Le réseau des lignes à grande vitesse en Italie

La LGV Milan - Gênes aussi connue en Italie sous le nom de Terzo valico dei Giovi, est une ligne à grande vitesse italienne en cours de réalisation dont les travaux ont débuté en 2013 et doivent être terminés pour une mise en service prévue en 2026. Cette liaison à grande vitesse et grande capacité (AV/AC) fait partie des lignes prioritaires indispensables pour assurer les liaisons ferroviaires rapides entre le Port de Gênes et les pays d'Europe Centrale et du Nord. C'est un des éléments important du couloir TEN-T n° 6 Rhin-Alpes.

## Histoire
Le marché avait été conclu, à l'origine, avec le groupement d'entreprises sous la forme de General Contractor avec le Consorzio Collegamenti Integrati Veloci, constitué en 1991 par les entreprises Grassetto Lavori du Groupe Ligresti (25 %), Del Prato (25 %), Itinera du Groupe Gavio (20 %), Gambogi (20 %), Tecnimont SpA (5 %), CER-Cooperative di Produzione e Lavoro (3 %) et Collegamenti Integrati Veloci SpA, un groupe bancaire (2 %). Comme tous les marchés de cette importance, en Italie, le maître d'oueuvre n'assure que la conception générale de l'ouvrage et ce sont les entreprises qui réalisent les études d'exécution, à charge pour elles de les faire valider. Lors de la mise en vigueur du contrat, certains membres de ce groupement ont été soupçonnés d'être impliqués dans l'opération "Mani Pulite", d'autres ont été rachetés, et un s'est désisté. Le marché a été mis en sommeil. En 1996, Italferr fait réaliser trois puits de reconnaissance mais l'organisme national de contrôle de l'environnement, après avoir procédé à sa propre étude d'impact, rend un avis négatif ce qui met immédiatement fin aux travaux préliminaires débutés le 24 février 1998.
En 1999, la 9e commission des transports du Parlement italien engage le gouvernement à relancer le projet prioritaire que constitue la LGV Milan - Gênes. Le 21 décembre 2001, le Comité interministériel pour la programmation économique (CIPE) approuve le programme de l'ouvrage par la loi n° 443 (« loi objectif »), qui ajoute le projet du Terzo Valico à la liste des infrastructures stratégiques d'intérêt national. Les études sont relancées et en 2002, le ministère des Infrastructures approuve le tracé qui obtient un accord définitif l'année suivante.
Le 29 septembre 2003, le CIPE approuve l'étude préliminaire ainsi que l'étude d'impact sur l'environnement du projet Terzo Valico dei Giovi. Le montant global de l'ouvrage est estimé à 5 milliards d'euros dont les travaux préliminaires doivent être préfinancés par Rete Ferroviaria Italiana (RFI). Le 26 octobre 2004, un décret interministériel autorise la société d'État Infrastrutture SpA à porter son investissement global dans le réseau LGV italien à 35 milliards d'euros et à émettre un bond pluriannuel complémentaire de 4,7 milliards d'euros. Le groupement d'entreprises, après les vicissitudes de l'opération Mani Pulite a vu sa composition modifiée : Tecnimont SpA (50,5 %) ; Impregilo SpA (44,0 %) ; CER - Coopératives de Production et Travail (3,0 %) ; Collegamenti Integrati Veloci SpA (groupe bancaire) (2,0 %) ; Condotte d'Acqua SpA (0,5 %).
Le CIPE approuve en mars 2006 le projet définitif et débloque une première tranche du financement le 18 décembre 2008 de 7,36 milliards d'euros pour couvrir l'acquisition des terrains, les marchés d'études et les travaux des deux premiers lots. Le 28 juillet 2011, Rete Ferroviaria Italiana délivre l'ordre de service de démarrage des travaux au groupement d'entreprises qui engage les études d'exécution. Les chantiers tout le long du tracé sont ouverts au printemps 2013. Le groupement d'entreprises évolue dans sa composition en 2014 avec la sortie de Tecnimont SpA, gros cabinet d'ingénierie, ce qui modifie la répartition ainsi : Salini Impregilo Spa (64,0 %) mandataire General contractor ; Condotte d'Acqua Spa (31,0 %) ; Collegamenti Integrati Veloci Spa (5,0 %).
Le 27 juillet 2015, le percement du tunnel Campasso est achevé, devant permettre de relier la future LGV à la sortie du tunnel principal de 27 km à la ligne existante près de Gênes. Le tunnel Polcevera, long de 1,96 km, un des quatre de la nouvelle ligne, est lui achevé le 29 octobre suivant grâce à l'utilisation du tunnelier TBM S-914.
En fin d'année 2018, le chantier est entrepris pour le passage à quatre voies de la ligne ferroviaire existante entre Milan Rogoredo et Pavie avec intégration de la LGV. La transformation de la ligne classique entre Pavie et Tortona en LGV AC doit débuter à l'automne 2019.
La première phase de travaux consiste à réaliser les deux tubes indépendants du tunnel de 27 km entre Gênes et Arquata Scrivia ainsi que le tunnel de 5,94 km pour les interconnexions avec les lignes existantes entre Gênes et Voltri. La deuxième phase de travaux consiste à creuser les deux tubes du tunnel de 7,0 km entre Arquata Scrivia et Novi Ligure plus les 3,0 km de tunnel et construire les 5,2 km de ligne nouvelle pour l'interconnexion de Novi Ligure. Le montant global du marché passé à prix bloqué ne peut dépasser 6,20 milliards d'euros, selon la délibération du CIPE n° 84/2010 du 18 novembre 2010, qui a  autorisé la réalisation de l’ouvrage en 6 Lots. Le projet est piloté par la filiale ingénierie de RFI, Italferr. Le groupement d'entreprises titulaire du marché est COCIV composé des plus importantes entreprises italiennes : Salini Impregilo (64 %), Società Italiana Condotte d’Acqua (31 %) et CIV SpA (5 %).
Un premier tronçon de ligne de 8,5 km est inauguré le 12 janvier 2024 entre Tortona et Novi Ligure, ce qui permet à partir du 15 janvier suivant, le rétablissement du trafic passagers entre ces deux villes, qui avait été suspendu en 2017 pour permettre la réalisation des travaux.

## Caractéristiques

### Ligne et tracé
Le tracé de cette ligne longue de 53 kilomètres dont pas moins de 37 km dans un tunnel prévoit, comme toujours sur les LGV AV/AC italiennes, des interconnexions avec les lignes existantes qui nécessitent la construction de 25 km de lignes complémentaires dont 16,5 en tunnels.
À partir du port de Gênes, la ligne nouvelle débute par un embranchement sur la ligne existante vers Savone et Vintimille et au nord, elle se raccorde sur le nœud de Milan après une fourche en Y au niveau de la ville de Novi Ligure. La portion de ligne nouvelle entre Gênes et Novi Ligure, longue de 37 km comporte un tunnel de 27,0 km à travers les Apennins. À partir de Novi Ligure, la ligne se divise en deux directions : l'une pour se raccorder à la ligne existante du nœud de Turin en direction du Tunnel du Simplon. Une LGV AV/AC avec un tunnel de 5 km est prévue pour le contournement de Novi Ligure pour rejoindre la ligne existante vers Alexandrie et Turin, l'autre allant jusqu'à Tortona pour se raccorder sur les lignes existantes du nœud de Milan vers le tunnel du Gothard, par un tracé en plaine.
Le tracé de montagne à travers les Apennins, aura une pente maximale ponctuelle de 12,50 ‰ ce qui limitera la vitesse sur ce tronçon à 250 km/h.

### Ouvrages d'art
Les principaux ouvrages de génie civil sur le tracé sont : le tunnel des Apennins qui, avec ses 27 km, est le plus long de cette ligne nouvelle, le tunnel de Serravalle Scrivia de 7,0 km, le tube artificiel sur la bifurcation vers Turin de 5,0 km.

### Sécurité - Signalisation
Le système en vigueur en Italie est celui breveté par Ansaldo trasporti, de technologie avancée et qui a été avalisé par les réseaux européens, le Système européen de gestion du trafic ferroviaire (en anglais European Rail Traffic Management System/European Train Control System (ERTMS).